# Leo Leoni
 (avril 2012).
Si vous disposez d'ouvrages ou d'articles de référence ou si vous connaissez des sites web de qualité traitant du thème abordé ici, merci de compléter l'article en donnant les références utiles à sa vérifiabilité et en les liant à la section « Notes et références ».
Leo Leoni, né Massimo Leoni dans le canton du Tessin le 6 avril 1966, est un guitariste suisse,  membre fondateur du groupe de hard rock Gotthard.

## Biographie
Leo Leoni  possède un diplôme de monteur-électricien. Son père joue  de l’accordéon et de la musique populaire tessinoise. Adolescent, il est fan des Beatles. Son cousin  lui promet de lui offrir une guitare Les Paul s'il peut jouer tous les morceaux de l’album rouge et de l’album bleu des Beatles.
Leo Leoni est un grand admirateur de la marque de guitare Gibson, dont il possède quelques modèles notables, comme la Gibson Les Paul Black Beauty, ou encore deux SG Double Neck.
Il est le guitariste soliste du groupe Gotthard.